# Anaïs Chevalier-Bouchet
Pour les articles homonymes, voir Chevalier.
Anaïs Chevalier-Bouchet, née le 12 février 1993 à Saint-Martin-d'Hères (Isère), est une biathlète française. Après quatre médailles mondiales, avec la médaille d'argent lors du relais lors de l'édition de 2016, le bronze du sprint et du relais et l'argent du relais mixte lors de l'édition 2017, elle remporte une médaille de bronze olympique sur le relais féminin des Jeux olympiques de 2018 à Pyeongchang. Lors des championnats du monde 2021, elle remporte deux médailles en individuel, la médaille d'argent du sprint puis le bronze lors de la poursuite. En février 2022, elle est double médaillée d'argent aux Jeux olympiques d'hiver de Pékin sur les deux premières épreuves disputées, le relais mixte puis l'individuel. Elle prend sa retraite sportive à l'issue de la saison 2022-2023.

## Carrière
Après avoir effectué une carrière encourageante en jeune et en junior (vice-championne du monde jeune de sprint et de poursuite en 2011 puis vice-championne du monde junior de sprint en 2012), elle intègre l'équipe de France de biathlon. Elle participe d'abord au circuit de l'IBU Cup, antichambre de la coupe du monde, disputant sa première course à Annecy en fin de saison 2010-2011. C'est en relais qu'elle obtient ses premiers podiums, troisième en 2011-2012 avec le relais féminin et troisième la saison suivante lors d'un relais mixte avec Jacquemine Baud, Baptiste Jouty et Antonin Guigonnat. Lors de cette saison, elle participe aux championnats d'Europe 2013 à Bansko où elle remporte deux titres chez les juniors, sur l'individuel et le relais mixte, où elle est associée à Floriane Parisse, Mathieu Legrand et Quentin Fillon Maillet, et une médaille de bronze lors de la poursuite après une neuvième place du sprint.
Elle fait ses débuts en Coupe du monde lors de la saison 2013-2014. 27e de sa première course, un sprint à Hochfilzen, elle obtient un podium dès sa course suivante avec une troisième place avec le relais féminin composé de Marie-Laure Brunet, Sophie Boilley et Anaïs Bescond. Elle est de nouveau sélectionnée pour des relais lors des étapes suivantes, les Françaises se classant cinquième à Annecy et Ruhpolding. Sur le plan individuel, elle obtient une 14e place lors du sprint d'Oberhof.
Elle est sélectionnée pour les Jeux olympiques 2014 à Sotchi. Elle y termine 47e puis 44e du sprint et de la poursuite. Choisie pour participer au relais, elle voit sa coéquipière Marie-Laure Brunet, première relayeuse française, abandonner en raison d'un malaise après le premier tir.
Après les Jeux, elle obtient son premier top 10 en individuel en terminant huitième de la poursuite de Kontiolahti.
Au début de la saison 2014-2015, elle fait partie du relais mixte victorieux à Östersund, composé d'Anaïs Bescond et des frères Simon et Martin Fourcade. En janvier 2015, elle participe aux Championnats d'Europe à Otepää, où elle obtient la médaille de bronze avec sa sœur Chloé Chevalier, Julia Simon et Coline Varcin lors du relais. Blessée au dos, elle doit mettre un terme à sa saison.
Elle doit repasser par l'IBU Cup lors de la saison 2015-2016 où elle s'impose avec Aristide Bègue sur un relais mixte simple à Ridanna, prenant sur cette étape une deuxième place lors du sprint. Elle s'impose lors d'un sprint à Nove Mesto. Elle retrouve la coupe du monde, disputant les étapes de Ruhpolding, Antholz, où elle participe à la victoire du relais féminin avec Justine Braisaz, Anaïs Bescond et Marie Dorin-Habert, première victoire d'un relais féminin depuis janvier 2012. Elle dispute également les courses sur les étapes nord-américaines de Canmore et Presque Isle. Elle est alors sélectionnée pour les mondiaux d'Oslo. 26e du sprint, elle termine ensuite 15e de la poursuite et 28e de l'Individuel. Avec le relais féminin, elle remporte la médaille d'argent, avec Justine Braisaz, Anaïs Bescond et Marie Dorin-Habert, les Françaises étant battues par les Norvégiennes.
Dès le début de la saison 2016-2017, elle participe au circuit de la coupe du monde. À Pokljuka, le 11 décembre lors de la deuxième étape, elle prend la deuxième place du relais féminin avec l'équipe de France également composée de Justine Braisaz, Célia Aymonier et Marie Dorin-Habert. Puis, le 16 décembre lors de l'étape suivante, à Nove Mesto, elle profite des nombreuses erreurs des principales favorites pour se classer deuxième du sprint avec un 10/10 au tir, son premier podium en coupe du monde. Lors de la poursuite le lendemain, elle s'impose pour la première fois de sa carrière en coupe du monde, grâce à un 19/20 au tir, devançant d'une dizaine de secondes Dorothea Wierer. Elle continue d'enchainer les bons résultats terminant respectivement quatrième puis neuvième du sprint et de la poursuite d'Oberhof, puis huitième d'une poursuite à Ruhpolding où elle obtient un deuxième place avec Justine Braisaz, Anaïs Bescond et Célia Aymonier. Lors de l'étape suivante à Antholz, elle termine deuxième de l'Individuel derrière Laura Dahlmeier. Lors du relais disputé sur ce site, l'Allemagne devance la France où Anaïs Chevalier est associée à Braisaz, Bescond et Dorin-Habert. Pour sa première course des championnats du monde à Hochfilzen, Anaïs Chevalier est sélectionnée pour le relais mixte avec Martin Fourcade, Quentin Fillon Maillet et Marie Dorin-Habert. L'équipe française prend la deuxième place derrière l'Allemagne et devant la Russie. Le 10 février 2017, elle se place troisième du sprint féminin, devancée par Laura Dahlmeier et Gabriela Koukalová, remportant sa première médaille individuelle en championnat du monde. Elle termine ensuite onzième de la poursuite puis obtient un résultat médiocre, 38e, sur l'Individuel. Lors du relais, elle s'empare avec Célia Aymonier, Justine Braisaz et Marie Dorin-Habert de la médaille de bronze. Première relayeuse, elle occupe la première place à l'issue du premier relais où elle ne concède qu'une seule pioche au tir. En s'imposant face à Gabriela Koukalova, Marie Dorin-Habert prend la troisième place.
En mai 2017, elle est victime d'un accident, renversée par une voiture alors qu'elle s'entrainait en vélo. Cet accident lui occasionne une fracture de la clavicule.

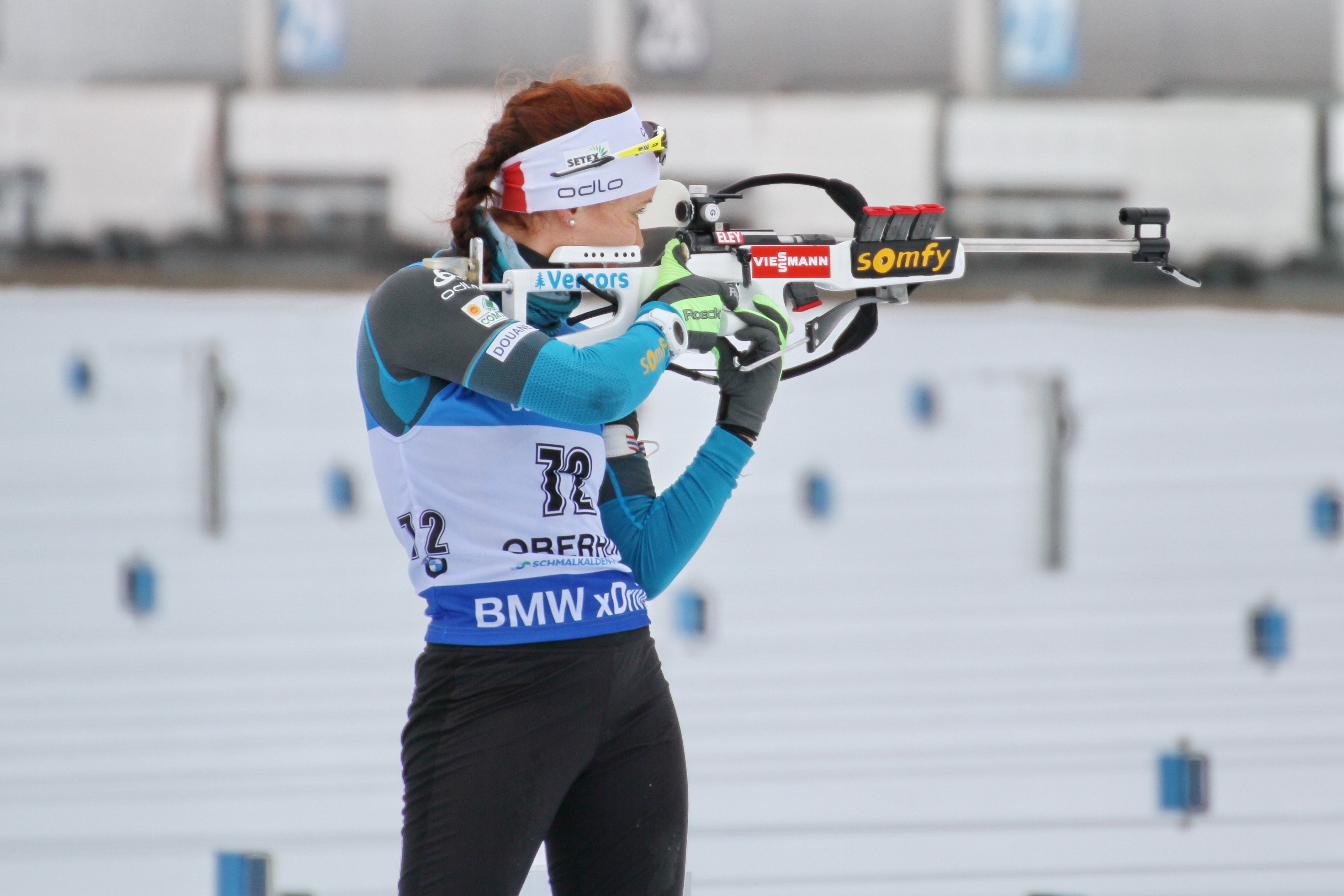
Anaïs Chevalier lors du sprint de la coupe du monde 2018 à Oberhof.

Après des débuts en coupe du monde 2017-2018 lors d'un relais mixte terminé à la septième place à Östersund, elle doit attendre l'étape du Grand-Bornand pour terminer de nouveau parmi le top 10, lors de la mass start remportée par Justine Braisaz. Lors de l'étape suivante à Oberhof, elle participe avec Anaïs Bescond, Célia Aymonier et Justine Braisaz à la victoire de l'équipe de France lors du relais. Lors de l'étape suivante, à Ruhpolding, les deux sœurs Chevalier sont associées pour la première fois au sein d'un relais de coupe du monde, le premier pour Chloé. Avec également Marie Dorin-Habert et Célia Aymonier, les Françaises terminent à la neuvième place.
Lors des épreuves des Jeux olympiques de Pyeongchang, elle termine 16e du sprint, 24e de la poursuite, 28e de l'Individuel et 29e de la mass start. Lors du relais, l'équipe de France, composée d'Anaïs Chevalier en première position, Marie Dorin-Habert, Justine Braisaz et Anaïs Bescond, prend la troisième place de l'épreuve remportée par la Biélorussie devant la Suède. À Kontiolahti, elle remporte le relais mixte simple avec Antonin Guigonnat. Initialement première remplaçante, elle profite du forfait de Justine Braisaz pour prendre le départ à la mass start du lendemain où elle prend la troisième place devancée par Vanessa Hinz et Lisa Vittozzi. Lors de l'étape d'Oslo, où Marie Dorin-Habert fait ses adieux à la compétition, elle participe à la victoire de l'équipe de France avec Célia Aymonier, Anaïs Bescond et Marie Dorin-Habert qui remporte donc sa dernière victoire. Pour la dernière course de la saison de coupe du monde à Tioumen, elle obtient la troisième place de mass start.
Elle est la meilleure française du début de la saison 2018-2019, avec notamment trois podiums consécutifs à Nové Město na Moravě (troisième de la mass start), puis à Oberhof (deuxième du sprint et troisième de la poursuite) et plusieurs arrivées dans le Top 10, ce qui lui vaut en janvier de figurer à la quatrième place du classement général de la coupe du monde. Lors de l'étape suivante à Ruhpolding, elle obtient un nouveau podium en emportant le relais féminin, l'équipe française étant également composée de Julia Simon, Anaïs Bescond, Justine Braisaz. Elle obtient ensuite deux nouveaux podiums dans des épreuves de relais, une troisième place lors du relais féminin de Canmore et la victoire lors du relais mixte de Soldier Hollow, la France composée de Quentin Fillon Maillet, Simon Desthieux, Célia Aymonier et Anaïs Chevalier. Elle est alignée en première position lors du relais mixte, première épreuve des mondiaux d'Östersund, devant Julia Simon, Quentin Fillon Maillet et Martin Fourcade, la France avec un total de quinze fautes au tir terminant huitième. 32e du sprint, elle ne s'aligne pas sur la poursuite puis termine 49e de l'individuel. Bien qu'elle soit « hors de forme » , elle est alignée lors du relais féminin, Anaïs Bescond étant malade. La France termine huitième. Anaïs Chevalier renonce à disputer la dernière course des mondiaux, la mass start, et décide de mettre un terme à sa saison.
Anaïs Chevalier est absente de la saison de coupe du monde 2019-2020 en raison de la naissance de son premier enfant. 
À son retour, elle remporte deux titres de championne de France de biathlon d'été, le sprint puis la poursuite, en octobre 2020. Neuvième puis douzième des deux premières courses de la saison de coupe du monde 2020-2021, à Kontiolahti, elle termine, la semaine suivante, deuxième sur ce même site d'un sprint derrière la Suédoise Hanna Oeberg. En janvier 2021, elle monte sur le podium de l'épreuve de relais mixte d'Oberhof avec Justine Braisaz-Bouchet, Fabien Claude et Quentin Fillon Maillet. À Antholz-Anterselva, dernière étape avant les championnats du monde, elle prend la troisième place de l'individuel derrière l'Autrichienne Lisa Theresa Hauser et l'Ukrainienne Yuliia Dzhima. Elle figure également, en compagnie de Anaïs Bescond, Justine Braisaz-Bouchet et Julia Simon, dans le relais de l'équipe France qui prend la troisième place derrière les Russes et les Allemandes. Alignée avec Émilien Jacquelin, Quentin Fillon-Maillet et Julia Simon au sein du relais mixte d'ouverture des Championnats du monde 2021 de Pokljuka, elle commet quatre fautes consécutives à la fin de son passage au tir debout et doit effectuer un tour sur l'anneau de pénalité, ce qui compromet les chances de médaille pour les Français qui termineront finalement à la cinquième place. Sur le sprint, elle signe le meilleur temps de ski, ce qui lui permet de compenser son unique faute au tir et de remporter la médaille d'argent derrière la Norvégienne Tiril Eckhoff et devant la Biélorusse Hanna Sola, toutes deux à 10/10 au tir. Elle confirme sur la poursuite en remportant le bronze, derrière Eckhoff et Lisa Theresa Hauser. La fin des mondiaux est plus difficile : 27e de l'individuel, elle termine huitième avec le relais où elle est alignée avec Anaïs Bescond, sa sœur Chloé et Julia Simon, puis à nouveau 27e sur la mass-start qui clôture l'événement. Elle finit la saison 2020-2021 à la neuvième place du classement général de la Coupe du monde.
La saison 2021-2022, marquée par les Jeux olympiques, est la meilleure de sa carrière. Elle fait preuve de régularité tout au long de l'hiver et finit à la cinquième place de la Coupe du monde, après avoir obtenu quelques podiums et de nombreux top 10, sans connaître la victoire individuelle cependant (elle gagne deux fois en relais avec ses coéquipières de l'équipe de France). Aux Jeux olympiques de Pékin en février 2022, elle obtient d'entrée deux médailles d'argent, l'une en relais mixte en compagnie de Julia Simon, Émilien Jacquelin et Quentin Fillon Maillet, et l'autre sur l'individuel, en se classant malgré une minute de pénalité au tir à moins de dix secondes de la nouvelle championne olympique de la discipline, Denise Herrmann.
En février 2023, elle fait partie du relais mixte qui obtient la médaille de bronze aux Championnats du monde 2023 d'Oberhof. Elle arrête sa carrière à l'issue de la saison 2022-2023 et s'en va sur un vingt-troisième et dernier podium de Coupe du monde en terminant 3e de la mass-start finale à Oslo-Holmenkollen le 19 mars 2023.

## Vie personnelle
Elle est mariée depuis septembre 2017 à Martin Bouchet, entraîneur de biathlon. En mai 2019, elle annonce qu'elle et son mari attendent leur premier enfant. Leur fille Emie naît le 28 octobre 2019.
Leur deuxième fille Lilo naît  le 24 décembre 2023.
Sa sœur Chloé est aussi une biathlète de haut niveau dans l'équipe de France.
Elle est diplômée d’une licence STAPS à l'Université Grenoble-Alpes, parcours entraînement sportif .

## Palmarès

### Jeux olympiques
| Édition \ Épreuve | Individuel                         | Sprint | Poursuite | Mass start | Relais                              | Relais mixte                       |
| ----------------- | ---------------------------------- | ------ | --------- | ---------- | ----------------------------------- | ---------------------------------- |
| Sotchi 2014       | —                                  | 46e    | 43e       | —          | Ab.                                 | —                                  |
| Pyeongchang 2018  | 28e                                | 16e    | 24e       | 29e        | Médaille de bronze, Jeux olympiques | —                                  |
| Pékin 2022        | Médaille d'argent, Jeux olympiques | 68e    | —         | 19e        | 6e                                  | Médaille d'argent, Jeux olympiques |

- : deuxième place, médaille d'argent
- : troisième place, médaille de bronze
- — : non disputée par Chevalier-Bouchet
- Ab. : abandon

### Championnats du monde
| Édition \ Épreuve | Individuel | Sprint                    | Poursuite                 | Mass start | Relais                    | Relais mixte              | Relais mixte simple              |
| ----------------- | ---------- | ------------------------- | ------------------------- | ---------- | ------------------------- | ------------------------- | -------------------------------- |
| Oslo 2016         | 28e        | 26e                       | 15e                       | 30e        | Médaille d'argent, monde  | —                         | Épreuve inexistante à cette date |
| Hochfilzen 2017   | 38e        | Médaille de bronze, monde | 11e                       | 13e        | Médaille de bronze, monde | Médaille d'argent, monde  | Épreuve inexistante à cette date |
| Östersund 2019    | 49e        | 32e                       | N.P.                      | —          | 8e                        | 8e                        | —                                |
| Pokljuka 2021     | 27e        | Médaille d'argent, monde  | Médaille de bronze, monde | 27e        | 8e                        | 5e                        | —                                |
| Oberhof 2023      | 12e        | 24e                       | 23e                       | 4e         | 4e                        | Médaille de bronze, monde | —                                |

- : deuxième place, médaille d'argent
- : troisième place, médaille de bronze
- — : non disputée par Chevalier-Bouchet
- : pas d'épreuve
- N.P. : non partante

### Coupe du monde
- Meilleur classement général : 5e en 2022.
- 53 podiums[59] :
  - 23 podiums individuels : 1 victoire, 7 deuxièmes places et 15 troisièmes places.
  - 22 podiums en relais : 8 victoires, 7 deuxièmes places, 7 troisièmes places.
  - 7 podiums en relais mixte : 3 victoires, 2 deuxièmes places et 2 troisième place.
  - 1 podium en relais simple mixte : 1 victoire.

 Dernière mise à jour le 19 mars 2023 

#### Détail de la victoire
| Saison \ Épreuve | Individuel | Sprint | Poursuite  | Mass start | Total |
| ---------------- | ---------- | ------ | ---------- | ---------- | ----- |
| 2016-2017        |            |        | Nové Město |            | 1     |
| Total            |            |        | 1          |            | 1     |

Dernière mise à jour le 17 décembre 2016

#### Classements par saison
| Saison    | Individuel | Individuel | Individuel | Sprint  | Sprint | Sprint   | Poursuite | Poursuite | Poursuite | Mass start | Mass start | Mass start | Général | Général | Général  |
| Saison    | Courses    | Points     | Position   | Courses | Points | Position | Courses   | Points    | Position  | Courses    | Points     | Position   | Courses | Points  | Position |
| --------- | ---------- | ---------- | ---------- | ------- | ------ | -------- | --------- | --------- | --------- | ---------- | ---------- | ---------- | ------- | ------- | -------- |
| 2013-2014 | 1 / 2      | 4          | 56e        | 8 / 9   | 59     | 47e      | 5 / 8     | 60        | 44e       |            |            |            | 14 / 22 | 123     | 48e      |
| 2014-2015 | 1 / 3      | -          | n.c.       |         |        |          |           |           |           |            |            |            | 1 / 25  | -       | n.c.     |
| 2015-2016 | 2 / 3      | 17         | 47e        | 6 / 9   | 55     | 46e      | 5 / 8     | 86        | 30e       | 1 / 5      | 2          | 53e        | 14 / 25 | 160     | 40e      |
| 2016-2017 | 3 / 3      | 66         | 14e        | 9 / 9   | 260    | 7e       | 8 / 9     | 227       | 8e        | 5 / 5      | 118        | 13e        | 25 / 26 | 671     | 7e       |
| 2017-2018 | 2 / 2      | 27         | 26e        | 8 / 8   | 81     | 36e      | 6 / 7     | 101       | 25e       | 5 / 5      | 176        | 5e         | 21 / 22 | 385     | 19e      |
| 2018-2019 | 3 / 3      | 42         | 26e        | 8 / 9   | 207    | 9e       | 6 / 8     | 132       | 22e       | 2 / 5      | 52         | 28e        | 19 / 25 | 433     | 20e      |
|           |            |            |            |         |        |          |           |           |           |            |            |            |         |         |          |
| 2020-2021 | 3 / 3      | 80         | 7e         | 10 / 10 | 280    | 5e       | 8 / 8     | 190       | 11e       | 5 / 5      | 57         | 27e        | 26 / 26 | 677     | 9e       |
| 2021-2022 | 1 / 2      | -          |            | 9 / 9   | 289    | 5e       | 7 / 7     | 240       | 4e        | 4 / 4      | 113        | 9e         | 21 / 22 | 642     | 5e       |
| 2022-2023 | 3 / 3      | 58         | 16e        | 7 / 7   | 202    | 11e      | 6 / 6     | 204       | 8e        | 4 / 4      | 206        | 2e         | 20 / 20 | 670     | 8e       |

#### Résultats détaillés en Coupe du monde
| Résultats détaillés en Coupe du monde | Résultats détaillés en Coupe du monde | Résultats détaillés en Coupe du monde | Résultats détaillés en Coupe du monde | Résultats détaillés en Coupe du monde | Résultats détaillés en Coupe du monde | Résultats détaillés en Coupe du monde | Résultats détaillés en Coupe du monde | Résultats détaillés en Coupe du monde | Résultats détaillés en Coupe du monde | Résultats détaillés en Coupe du monde | Résultats détaillés en Coupe du monde | Résultats détaillés en Coupe du monde | Résultats détaillés en Coupe du monde | Résultats détaillés en Coupe du monde | Résultats détaillés en Coupe du monde | Résultats détaillés en Coupe du monde | Résultats détaillés en Coupe du monde | Résultats détaillés en Coupe du monde | Résultats détaillés en Coupe du monde | Résultats détaillés en Coupe du monde | Résultats détaillés en Coupe du monde | Résultats détaillés en Coupe du monde | Résultats détaillés en Coupe du monde | Résultats détaillés en Coupe du monde | Résultats détaillés en Coupe du monde | Résultats détaillés en Coupe du monde | Résultats détaillés en Coupe du monde | Résultats détaillés en Coupe du monde | Résultats détaillés en Coupe du monde | Résultats détaillés en Coupe du monde |
| Saison                                | 1                                     | 2                                     | 3                                     | 4                                     | 5                                     | 6                                     | 7                                     | 8                                     | 9                                     | 10                                    | 11                                    | 12                                    | 13                                    | 14                                    | 15                                    | 16                                    | 17                                    | 18                                    | 19                                    | 20                                    | 21                                    | 22                                    | 23                                    | 24                                    | 25                                    | 26                                    | 27                                    | Classement                            |                                       |                                       |
| ------------------------------------- | ------------------------------------- | ------------------------------------- | ------------------------------------- | ------------------------------------- | ------------------------------------- | ------------------------------------- | ------------------------------------- | ------------------------------------- | ------------------------------------- | ------------------------------------- | ------------------------------------- | ------------------------------------- | ------------------------------------- | ------------------------------------- | ------------------------------------- | ------------------------------------- | ------------------------------------- | ------------------------------------- | ------------------------------------- | ------------------------------------- | ------------------------------------- | ------------------------------------- | ------------------------------------- | ------------------------------------- | ------------------------------------- | ------------------------------------- | ------------------------------------- | ------------------------------------- | ------------------------------------- | ------------------------------------- |
| 2013-2014                             |                                       |                                       |                                       |                                       |                                       |                                       |                                       |                                       |                                       |                                       |                                       |                                       |                                       |                                       | .                                     | .                                     | .                                     | .                                     |                                       |                                       |                                       |                                       |                                       |                                       |                                       |                                       |                                       | 48e                                   |                                       |                                       |
| 2013-2014                             | IN                                    | SP                                    | PU Ann.                               | SP 27e                                | PU 39e                                | SP 55e                                | PU N.P.                               | SP 14e                                | PU 33e                                | MS                                    | IN 37e                                | PU N.P.                               | SP 34e                                | PU 25e                                | SP 46e                                | PU 43e                                | IN                                    | MS                                    | SP 59e                                | PU N.P.                               | MS                                    | SP 41e                                | SP 30e                                | PU 8e                                 | SP 50e                                | PU 45e                                | MS                                    | 48e                                   |                                       |                                       |
| 2014-2015                             |                                       |                                       |                                       |                                       |                                       |                                       |                                       |                                       |                                       |                                       |                                       |                                       |                                       |                                       |                                       |                                       |                                       |                                       | .                                     | .                                     | .                                     | .                                     |                                       |                                       |                                       |                                       |                                       | n.c                                   |                                       |                                       |
| 2014-2015                             | IN 49e                                | SP N.P.                               | PU                                    | SP                                    | PU                                    | SP                                    | PU                                    | MS                                    | SP                                    | MS                                    | SP                                    | MS                                    | SP                                    | PU                                    | SP                                    | PU                                    | IN                                    | SP                                    | SP                                    | PU                                    | IN                                    | MS                                    | SP                                    | PU                                    | MS                                    |                                       |                                       | n.c                                   |                                       |                                       |
| 2015-2016                             |                                       |                                       |                                       |                                       |                                       |                                       |                                       |                                       |                                       |                                       |                                       |                                       |                                       |                                       |                                       |                                       |                                       |                                       |                                       | .                                     | .                                     | .                                     | .                                     |                                       |                                       |                                       |                                       | 40e                                   |                                       |                                       |
| 2015-2016                             | IN                                    | SP                                    | PU                                    | SP                                    | PU                                    | SP 35e                                | PU 43e                                | MS                                    | SP                                    | PU                                    | MS                                    | IN 37e                                | MS                                    | SP 23e                                | PU 11e                                | SP 25e                                | MS                                    | SP 50e                                | PU 21e                                | SP 26e                                | PU 15e                                | IN 28e                                | MS 30e                                | SP 45e                                | PU 31e                                | MS Ann.                               |                                       | 40e                                   |                                       |                                       |
| 2016-2017                             |                                       |                                       |                                       |                                       |                                       |                                       |                                       |                                       |                                       |                                       |                                       |                                       |                                       |                                       |                                       | .                                     | .                                     | .                                     | .                                     |                                       |                                       |                                       |                                       |                                       |                                       |                                       |                                       | 7e                                    |                                       |                                       |
| 2016-2017                             | IN 32e                                | SP 31e                                | PU 34e                                | SP 53e                                | PU 38e                                | SP 2e                                 | PU 1er                                | MS 14e                                | SP 4e                                 | PU 9e                                 | MS 23e                                | SP 18e                                | PU 8e                                 | IN 2e                                 | MS 18e                                | SP 3e                                 | PU 11e                                | IN 38e                                | MS 13e                                | SP 3e                                 | PU 12e                                | SP 8e                                 | PU 9e                                 | SP 94e                                | PU                                    | MS 17e                                |                                       | 7e                                    |                                       |                                       |
| 2017-2018                             |                                       |                                       |                                       |                                       |                                       |                                       |                                       |                                       |                                       |                                       |                                       |                                       |                                       |                                       |                                       | .                                     | .                                     | .                                     | .                                     |                                       |                                       |                                       |                                       |                                       |                                       |                                       |                                       | 19e                                   |                                       |                                       |
| 2017-2018                             | IN 41e                                | SP 53e=                               | PU N.P.                               | SP 56e                                | PU 31e                                | SP 17e                                | PU 23e                                | MS 6e                                 | SP 36e                                | PU 42e                                | IN 14e                                | MS 9e                                 | SP 27e                                | PU 15e                                | MS 26e                                | SP 16e                                | PU 24e                                | IN 28e                                | MS 29e                                | SP 39e                                | MS 3e                                 | SP 37e                                | PU 16e                                | SP 9e                                 | PU 19e                                | MS 3e                                 |                                       | 19e                                   |                                       |                                       |
| 2018-2019                             |                                       |                                       |                                       |                                       |                                       |                                       |                                       |                                       |                                       |                                       |                                       |                                       |                                       |                                       |                                       |                                       |                                       |                                       |                                       | .                                     | .                                     | .                                     | .                                     |                                       |                                       |                                       |                                       | 20e                                   |                                       |                                       |
| 2018-2019                             | IN 17e                                | SP 55e                                | PU 25e                                | SP 8e                                 | PU 13e                                | SP 4e                                 | PU 8e                                 | MS 3e                                 | SP 2e                                 | PU 3e                                 | SP 7e=                                | MS 29e                                | SP 19e                                | PU Ab.                                | MS                                    | SI 23e                                | SP Ann.                               | SP 32e                                | PU 35e                                | SP 32e                                | PU N.P.                               | IN 49e                                | MS                                    | SP                                    | PU                                    | MS                                    |                                       | 20e                                   |                                       |                                       |
|                                       |                                       |                                       |                                       |                                       |                                       |                                       |                                       |                                       |                                       |                                       |                                       |                                       |                                       |                                       |                                       |                                       |                                       |                                       |                                       |                                       |                                       |                                       |                                       |                                       |                                       |                                       |                                       |                                       |                                       |                                       |
| 2020-2021                             |                                       |                                       |                                       |                                       |                                       |                                       |                                       |                                       |                                       |                                       |                                       |                                       |                                       |                                       |                                       | .                                     | .                                     | .                                     | .                                     |                                       |                                       |                                       |                                       |                                       |                                       |                                       |                                       | 9e                                    |                                       |                                       |
| 2020-2021                             | IN 9e                                 | SP 12e                                | SP 2e                                 | PU 21e                                | SP 34e                                | PU 22e                                | SP 12e                                | PU 28e                                | MS 22e                                | SP 10e                                | PU 5e                                 | SP 5e                                 | MS 30e                                | IN 3e                                 | MS 16e                                | SP 2e                                 | PU 3e                                 | IN 27e                                | MS 27e                                | SP 15e                                | PU 10e                                | SP 19e                                | PU 9e                                 | SP 4e                                 | PU 32e                                | MS 28e                                |                                       | 9e                                    |                                       |                                       |
| 2021-2022                             |                                       |                                       |                                       |                                       |                                       |                                       |                                       |                                       |                                       |                                       |                                       |                                       |                                       |                                       |                                       | .                                     | .                                     | .                                     | .                                     |                                       |                                       |                                       |                                       |                                       |                                       |                                       |                                       | 5e                                    |                                       |                                       |
| 2021-2022                             | IN 52e                                | SP 2e                                 | SP 6e                                 | PU 3e                                 | SP 60e                                | PU 22e                                | SP 25e                                | PU 14e                                | MS 14e                                | SP 6e                                 | PU 5e                                 | SP 14e                                | PU 16e                                | IN N.P.                               | MS 3e                                 | IN 2e                                 | SP 68e                                | PU                                    | MS 19e                                | SP 5e                                 | PU 6e                                 | SP 7e                                 | MS 17e                                | SP 5e                                 | PU 4e                                 | MS 24e                                |                                       | 5e                                    |                                       |                                       |
| 2022-2023                             |                                       |                                       |                                       |                                       |                                       |                                       |                                       |                                       |                                       |                                       |                                       |                                       |                                       |                                       | .                                     | .                                     | .                                     | .                                     |                                       |                                       |                                       |                                       |                                       |                                       |                                       |                                       |                                       | 8e                                    |                                       |                                       |
| 2022-2023                             | IN 30e                                | SP 25e                                | PU 12e                                | SP 16e                                | PU 12e                                | SP 10e                                | PU 9e                                 | MS 3e                                 | SP 29e                                | PU 15e                                | IN 23e                                | MS 3e                                 | SP 15e                                | PU 13e                                | SP 24e                                | PU 23e                                | IN 12e                                | MS 4e                                 | SP 3e                                 | PU 3e                                 | IN 12e                                | MS 15e                                | SP 9e                                 | PU Ann.                               | MS 3e                                 |                                       |                                       | 8e                                    |                                       |                                       |

#### Podiums en relais en Coupe du monde
| Podiums en relais en Coupe du monde | Podiums en relais en Coupe du monde | Podiums en relais en Coupe du monde | Podiums en relais en Coupe du monde | Podiums en relais en Coupe du monde | Podiums en relais en Coupe du monde | Podiums en relais en Coupe du monde | Podiums en relais en Coupe du monde | Podiums en relais en Coupe du monde | Podiums en relais en Coupe du monde | Podiums en relais en Coupe du monde |
| n°                                  | Saison                              | Date                                | Lieu                                | Épreuve                             | Résultat                            | Composition                         | Composition                         | Composition                         | Composition                         | Compétition                         |
| ----------------------------------- | ----------------------------------- | ----------------------------------- | ----------------------------------- | ----------------------------------- | ----------------------------------- | ----------------------------------- | ----------------------------------- | ----------------------------------- | ----------------------------------- | ----------------------------------- |
| 1                                   | 2013-2014                           | 07-12-2013                          | Hochfilzen                          | Relais 4 x 6 km                     | Médaille de bronze                  | M.-L. Brunet                        | S. Boilley                          | A. Chevalier                        | A. Bescond                          | Coupe du monde                      |
| 2                                   | 2014-2015                           | 30-11-2014                          | Östersund                           | Relais mixte                        | Médaille d'or                       | A. Bescond                          | A. Chevalier                        | S. Fourcade                         | M. Fourcade                         | Coupe du monde                      |
| 3                                   | 2015-2016                           | 24-01-2016                          | Antholz                             | Relais 4 x 6 km                     | Médaille d'or                       | J. Braisaz                          | A. Bescond                          | A. Chevalier                        | M. Dorin-Habert                     | Coupe du monde                      |
| 4                                   | 2015-2016                           | 11-03-2016                          | Oslo                                | Relais 4 x 6 km                     | Médaille d'argent, monde            | J. Braisaz                          | A. Bescond                          | A. Chevalier                        | M. Dorin-Habert                     | Championnats du monde               |
| 5                                   | 2016-2017                           | 11-12-2016                          | Pokljuka                            | Relais 4 x 6 km                     | Médaille d'argent                   | A. Chevalier                        | J. Braisaz                          | C. Aymonier                         | M. Dorin-Habert                     | Coupe du monde                      |
| 6                                   | 2016-2017                           | 12-01-2017                          | Ruhpolding                          | Relais 4 x 6 km                     | Médaille d'argent                   | A. Chevalier                        | J. Braisaz                          | A. Bescond                          | C. Aymonier                         | Coupe du monde                      |
| 7                                   | 2016-2017                           | 22-01-2017                          | Antholz                             | Relais 4 x 6 km                     | Médaille d'argent                   | A. Chevalier                        | J. Braisaz                          | A. Bescond                          | M. Dorin-Habert                     | Coupe du monde                      |
| 8                                   | 2016-2017                           | 09-02-2017                          | Hochfilzen                          | Relais mixte                        | Médaille d'argent, monde            | A. Chevalier                        | M. Dorin-Habert                     | Q. Fillon Maillet                   | M. Fourcade                         | Championnats du monde               |
| 9                                   | 2016-2017                           | 17-02-2017                          | Hochfilzen                          | Relais 4 x 6 km                     | Médaille de bronze, monde           | A. Chevalier                        | C. Aymonier                         | J. Braisaz                          | M. Dorin-Habert                     | Championnats du monde               |
| 10                                  | 2017-2018                           | 07-01-2018                          | Oberhof                             | Relais 4 x 6 km                     | Médaille d'or                       | A. Bescond                          | A. Chevalier-Bouchet                | C. Aymonier                         | J. Braisaz                          | Coupe du monde                      |
| 11                                  | 2017-2018                           | 22-02-2018                          | Pyeongchang                         | Relais 4 x 6 km                     | Médaille de bronze, Jeux olympiques | A. Chevalier-Bouchet                | M. Dorin-Habert                     | J. Braisaz                          | A. Bescond                          | Jeux olympiques                     |
| 12                                  | 2017-2018                           | 10-03-2018                          | Kontiolahti                         | Relais mixte simple                 | Médaille d'or                       | A. Chevalier-Bouchet                | A. Guigonnat                        | A. Chevalier-Bouchet                | A. Guigonnat                        | Coupe du monde                      |
| 13                                  | 2017-2018                           | 17-03-2018                          | Oslo                                | Relais 4 x 6 km                     | Médaille d'or                       | A. Chevalier-Bouchet                | C. Aymonier                         | M. Dorin-Habert                     | A. Bescond                          | Coupe du monde                      |
| 14                                  | 2018-2019                           | 16-12-2018                          | Hochfilzen                          | Relais 4 x 6 km                     | Médaille de bronze                  | A. Chevalier-Bouchet                | J. Simon                            | C. Aymonier                         | A. Bescond                          | Coupe du monde                      |
| 15                                  | 2018-2019                           | 19-01-2019                          | Ruhpolding                          | Relais 4 x 6 km                     | Médaille d'or                       | J. Simon                            | A. Bescond                          | J. Braisaz                          | A. Chevalier-Bouchet                | Coupe du monde                      |
| 16                                  | 2018-2019                           | 08-02-2019                          | Canmore                             | Relais 4 x 6 km                     | Médaille de bronze                  | A. Chevalier-Bouchet                | J. Braisaz                          | A. Bescond                          | J. Simon                            | Coupe du monde                      |
| 17                                  | 2018-2019                           | 17-02-2019                          | Soldier Hollow                      | Relais mixte                        | Médaille d'or                       | Q. Fillon Maillet                   | S. Desthieux                        | C. Aymonier                         | A. Chevalier-Bouchet                | Coupe du monde                      |
| 18                                  | 2020-2021                           | 05-12-2020                          | Kontiolahti                         | Relais 4 x 6 km                     | Médaille d'argent                   | A. Bescond                          | A. Chevalier-Bouchet                | C. Chevalier                        | J. Braisaz-Bouchet                  | Coupe du monde                      |
| 19                                  | 2020-2021                           | 12-12-2020                          | Hochfilzen                          | Relais 4 x 6 km                     | Médaille d'argent                   | A. Bescond                          | J. Simon                            | J. Braisaz-Bouchet                  | A. Chevalier-Bouchet                | Coupe du monde                      |
| 20                                  | 2020-2021                           | 10-01-2021                          | Oberhof                             | Relais mixte                        | Médaille de bronze                  | A. Chevalier-Bouchet                | J. Braisaz-Bouchet                  | F. Claude                           | Q. Fillon Maillet                   | Coupe du monde                      |
| 21                                  | 2020-2021                           | 24-01-2021                          | Antholz                             | Relais 4 x 6 km                     | Médaille de bronze                  | A. Bescond                          | A. Chevalier-Bouchet                | J. Braisaz-Bouchet                  | J. Simon                            | Coupe du monde                      |
| 22                                  | 2021-2022                           | 05-12-2021                          | Östersund                           | Relais 4 x 6 km                     | Médaille d'or                       | A. Bescond                          | A. Chevalier-Bouchet                | J. Simon                            | J. Braisaz-Bouchet                  | Coupe du monde                      |
| 23                                  | 2021-2022                           | 11-12-2021                          | Hochfilzen                          | Relais 4 x 6 km                     | Médaille de bronze                  | A. Bescond                          | A. Chevalier-Bouchet                | C. Chevalier                        | J. Braisaz-Bouchet                  | Coupe du monde                      |
| 24                                  | 2021-2022                           | 14-01-2022                          | Ruhpolding                          | Relais 4 x 6 km                     | Médaille d'or                       | A. Chevalier-Bouchet                | C. Chevalier                        | J. Braisaz-Bouchet                  | J. Simon                            | Coupe du monde                      |
| 25                                  | 2021-2022                           | 05-02-2022                          | Pékin                               | Relais mixte                        | Médaille d'argent, Jeux olympiques  | A. Chevalier-Bouchet                | J. Simon                            | É. Jacquelin                        | Q. Fillon Maillet                   | Jeux olympiques                     |
| 26                                  | 2022-2023                           | 11-12-2022                          | Hochfilzen                          | Relais 4 x 6 km                     | Médaille d'or                       | L. Jeanmonnot                       | A. Chevalier-Bouchet                | C. Chevalier                        | J. Simon                            | Coupe du monde                      |
| 27                                  | 2022-2023                           | 08-01-2023                          | Pokljuka                            | Relais mixte                        | Médaille d'or                       | F. Claude                           | Q. Fillon Maillet                   | A. Chevalier-Bouchet                | J. Simon                            | Coupe du monde                      |
| 28                                  | 2022-2023                           | 22-01-2023                          | Antholz                             | Relais 4 x 6 km                     | Médaille d'or                       | L. Jeanmonnot                       | A. Chevalier-Bouchet                | C. Chevalier                        | J. Simon                            | Coupe du monde                      |
| 29                                  | 2022-2023                           | 08-02-2023                          | Oberhof                             | Relais mixte                        | Médaille de bronze, monde           | J.Simon                             | A. Chevalier-Bouchet                | É. Jacquelin                        | Q. Fillon Maillet                   | Championnats du monde               |
| 30                                  | 2022-2023                           | 11-03-2023                          | Ostersund                           | Relais 4 x 6 km                     | Médaille d'argent                   | L. Jeanmonnot                       | C. Chevalier                        | C. Colombo                          | A. Chevalier-Bouchet                | Coupe du Monde                      |

### Championnats d'Europe Open
| Édition \ Épreuve | Individuel | Sprint | Poursuite | Relais                     |
| ----------------- | ---------- | ------ | --------- | -------------------------- |
| Otepää 2015       | 4e         | 13e    | 9e        | Médaille de bronze, Europe |

Légende :
- : troisième place, médaille de bronze

### IBU Cup
- Meilleur classement général : 6e en 2014-2015

#### Podiums individuels en IBU Cup
| Podiums individuels en IBU Cup | Podiums individuels en IBU Cup | Podiums individuels en IBU Cup | Podiums individuels en IBU Cup | Podiums individuels en IBU Cup | Podiums individuels en IBU Cup |
| n°                             | Saison                         | Date                           | Lieu                           | Épreuve                        | Résultat                       |
| ------------------------------ | ------------------------------ | ------------------------------ | ------------------------------ | ------------------------------ | ------------------------------ |
| 1                              | 2015-2016                      | 12-12-2015                     | Val Ridanna                    | Sprint 7,5 km                  | Médaille d'argent              |
| 2                              | 2015-2016                      | 10-01-2016                     | Nové Město                     | Sprint 7,5 km                  | Médaille d'or                  |

### Championnats du monde juniors et de la jeunesse
| Édition \ Épreuve | Individuel | Sprint                   | Poursuite                | Relais                    |
| ----------------- | ---------- | ------------------------ | ------------------------ | ------------------------- |
| Torsby 2010       | 32e        | DSQ                      | —                        | 8e                        |
| Nové Město 2011   | 7e         | Médaille d'argent, monde | Médaille d'argent, monde | Médaille de bronze, monde |
| Kontiolahti 2012  | 42e        | Médaille d'argent, monde | 12e                      | 5e                        |
| Obertilliach 2013 | 31e        | 4e                       | 9e                       | 7e                        |

- participation aux Championnats du monde de la jeunesse

- : deuxième place, médaille d'argent
- : troisième place, médaille de bronze
- — : non disputée par Chevalier-Bouchet
- DSQ : disqualification

### Championnats d'Europe juniors
| Édition \ Épreuve | Individuel            | Sprint | Poursuite                  | Relais mixte          |
| ----------------- | --------------------- | ------ | -------------------------- | --------------------- |
| Osrblie 2012      | 16e                   | 5e     | 9e                         | —                     |
| Bansko 2013       | Médaille d'or, Europe | 9e     | Médaille de bronze, Europe | Médaille d'or, Europe |

Légende :
- : première place, médaille d'or
- : troisième place, médaille de bronze
- — : non disputée par Chevalier-Bouchet

### Championnats de France de biathlon
- 2014
  - 3e de la mass start
- 2018
  - Championne de France du relais mixte simple (avec Émilien Jacquelin)

### Championnats de France de biathlon d'été
- 2012
  - 3e du sprint
- 2014
  - 3e du sprint
  - 3e de la poursuite
- 2015
  - 3e du sprint
  - 3e de la poursuite
- 2016
  - Championne de France du sprint
  - 2e de la poursuite
- 2018
  - 2e du sprint court
- 2020
  - Championne de France du sprint
  - Championne de France de la poursuite
- 2021
  - Championne de France de la poursuite
  - 2e du sprint
  - 3e du sprint court
- 2022
  - 2e du sprint court

## Distinctions
- Chevalière de l'ordre national du Mérite en 2018[60]